# Guy Etton
O Venerável Guy Etton foi um padre anglicano no final do século XVI e início do século XVII.
Foi educado na Universidade de Oxford e desempenhou funções clericais em St. James the Elder, Horton, Gloucestershire e St. Leonard, Shoreditch. Ele foi o arquidiácono de Gloucester de 1559 a 1571.